# Circuit Paul Ricard
Circuit Paul Ricard (ook wel: Le Castellet) is een Formule 1-circuit in Frankrijk, gelegen op een winderige hoogvlakte bij Le Castellet, niet ver van Marseille.
De vliegstrip van Le Castellet, met een lengte van 1,75 km, behoort bij het circuit.
Tussen 1971 en 1990 en tussen 2018 en 2022 werd op het circuit achttienmaal de Grand Prix van Frankrijk georganiseerd. Het zeer snelle parcours leende zich niet voor spannende wiel-aan-wielgevechten en werd daarom van de Grand Prixlijst afgevoerd. Sindsdien werd de Formule 1-wedstrijd verreden op het circuit van Magny-Cours, Nevers, tot ook deze manche werd afgeschaft in 2008. Sindsdien werden er geen Franse Grands Prix meer verreden, maar in 2018 keerde de race weer terug op het Circuit Paul Ricard.
Het circuit is eigendom van Slavica Ecclestone, de ex-vrouw van voormalig Formule 1-baas Bernie Ecclestone, die er flink in heeft geïnvesteerd, met name wat betreft veiligheid en faciliteiten ter plaatse. Het circuit wordt regelmatig gebruikt als testcircuit. Het circuit draagt dan ook de naam Paul Ricard HTTT (Hi Tech Test Track).
In 1986 verongelukte Elio De Angelis er tijdens testritten.
Door het lange rechte stuk in het circuit, de Mistral, is het ook een ideale plaats voor het testen van prototypes zoals die te zien zijn in de 24 uur van Le Mans.
Dit stuk is bijna 2 km lang. De chicane, bij 8 en 9 in het kaartje, kan worden afgesneden.
In 2006 werd de vijfde manche van het FIA GT-kampioenschap gehouden op Paul Ricard.
Een van de belangrijkste duurwedstrijden voor motorfietsen, de Bol d'Or wordt verreden op Paul Ricard.